# Kastellholmsbron

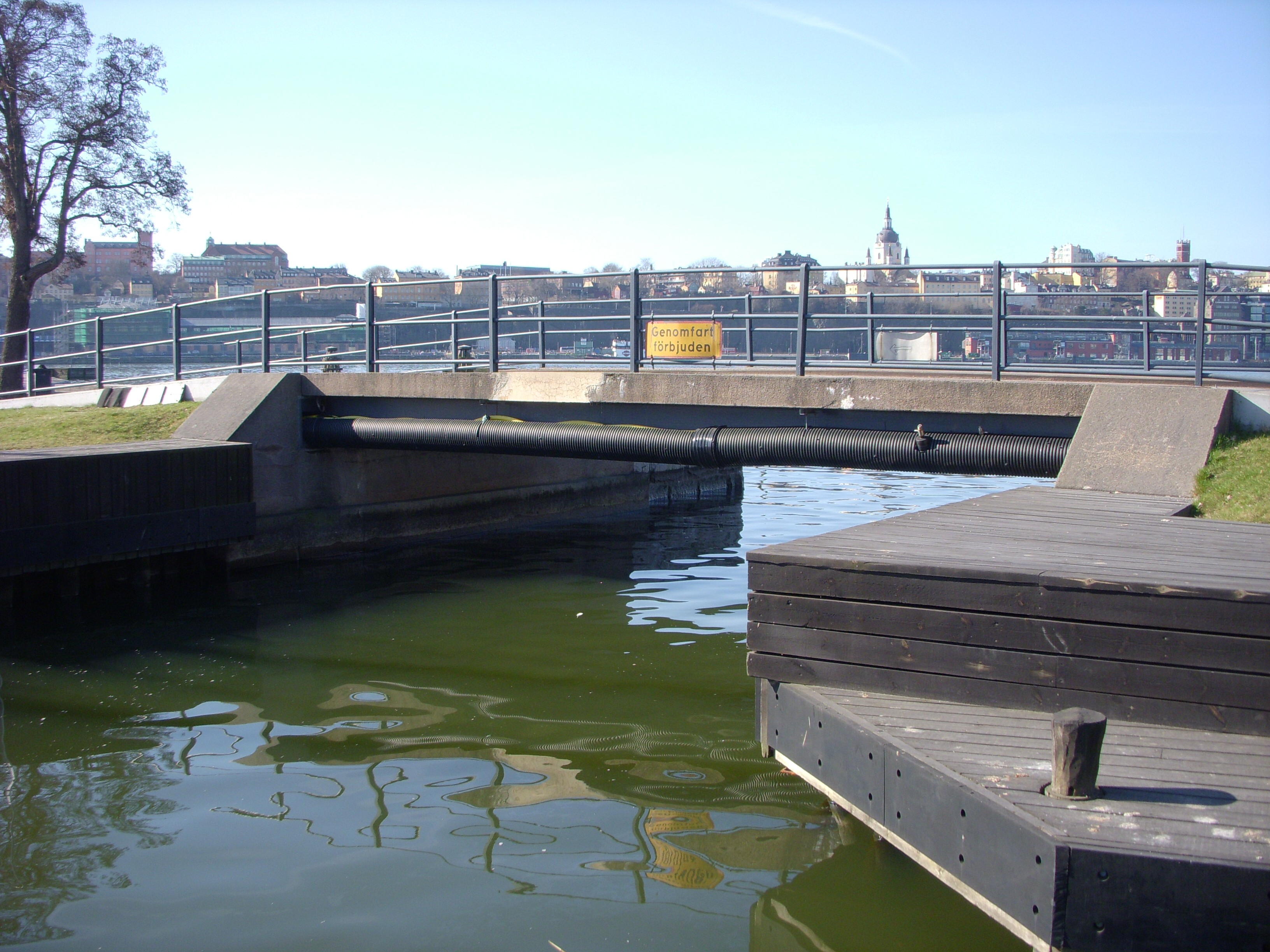
Kastellholmsbron, östra sida, april 2009

Kastellholmsbron är en kort och låg bro mellan Skeppsholmen och Kastellholmen i Stockholm. 
Namnet härrör från Kastellet på ön Kastellholmen. Den första bron byggdes förmodligen redan på 1640-talet, något sydväst om dagens bro, vilket en historisk karta från samma tid visar. Denna bro var av trä och betydligt längre än den nuvarande. Genom landhöjningen har Skeppsholmens och Kastelholmens stränder ryckt närmare varann. Omkring 1670 tillkom en ny pålad träbro en bit öster om den första. Mellan dessa broar uppstod en liten hamn, som man nådde genom vindbryggor på båda broarna. På 1720-talet använde Flottan denna hamn för galärerna. Hamnen blev dock otillräcklig för galärflottan och en annan hamn byggdes på norra Skeppsholmen. En ny bro anlades 1818 över en sjunken pråm och ett annat vrak. 
Den nuvarande bron uppfördes 1880 och är en betongkonstruktion med järnräcke, men har senare byggts om, bland annat 1936. Sitt nuvarande namn fick bron 1961. Genomfart under bron är förbjuden. 